# 迪娜·迈耶
迪娜·迈耶（英語：Dina Meyer，1968年12月22日—）是一位美国电影和电视演员，作品包括《星河戰隊》和《奪魂鋸系列》， 也参与演出ABC剧集《小偷世家》。

## 个人生活
迪娜·迈耶出生和成长于纽约皇后區，后来在初中最后一年搬到長島。9到16岁的模特生涯是她在娱乐圈的最初体验。她一直想成为一名演员，但是父母认为这个职业选择不很明智，他们希望她能得到良好教育，所以她去大学学习。1990年毕业于长岛大学获得工商管理与市场营销学士学位，兼修法语。
她有一个哥哥和一个弟弟。

## 职业生涯
1993年迈耶开始演戏，第一个主要角色是电视剧《飛越比佛利》里的露辛达·尼科尔森。同年她拍了第一部电影。后来几年拍摄了许多科幻片，如《星河戰隊》和《星际旅行X：复仇女神》等。她在恐怖／驚悚电影《恐懼鬥室》及其续集中扮演侦探愛莉森·凱莉。还在《老友记》中客串过。2006年她在《火线警告》中扮演萨曼莎。2010年开始演出ABC的《小偷世家》。